# Sefirot (Cábala)

El Árbol de la vida, en la Cábala.

Las Sefirot (en hebreo: ספירות; en singular, Sefirá, "emanaciones") son los 10 atributos y las 10 emanaciones de la Cábala, a través de las cuales el Ein Sof (el Infinito) se revela a sí mismo y crea continuamente tanto el reino físico como la cadena de los reinos metafísicos superiores.[cita requerida]
Las diferentes escuelas ofrecen configuraciones alternativas de las sefirot, en el desarrollo histórico de la Cábala, y cada una articula diferentes aspectos espirituales. La tradición de enumerar las 10 sefirot se establece en el libro cabalístico Séfer Ietzirá. Las diferentes escuelas de pensamiento a veces enumeran once sefirot en lugar de diez, pero la sefirá Dáat se considera una manifestación inconsciente del mismo principio, y se conservan, así, las diez categorías. 
Las sefirot se describen como los canales de la fuerza divina y creadora de la vida, a través de los cuales la esencia divina se revela a la humanidad.

## Interpretaciones

El Esquema representado con la Sefira Daath (suma 11 sefirotes).

Las diferentes escuelas de pensamiento a veces enumeran once sefirot en lugar de diez, pero la sefirá Dáat se considera una manifestación inconsciente del mismo principio, y se conservan, así, las diez categorías. En el Zohar se explica exhaustivamente, es el texto llamado Petijat Eliahu Hanavì.
Maimonides conocía el concepto de las Sefirot, ya presente en el Zohar e inicialmente en el Sefer Ietzirá; el Rambam, sin embargo, las cita como modalidades divinas o cualidades de Dios que pueden ser proyectadas y percibidas por el propio ser humano pero sólo interconectadas ya que, por ejemplo, no es posible pensar que hay sabiduría sin una cualidad adicional de espíritu que puede percibir y conocer la verdad de Dios o Su esencia. El mismo Moisés percibió el bien divino, la Misericordia divina, en la visión de la Biblia hebrea descrita cuando pidió poder experimentar la Gloria divina; así, el Jajam o el profeta judío sólo pudo, por así decirlo, remontarse a los arquetipos divinos de su sabiduría gracias a la conciencia de que se manifiestan tanto en la Creación como en el hombre:

Sabemos, por tanto, que incluso las cualidades que distinguimos en Sus actos fueron creadas sólo para nosotros y son representativas sólo a nuestro nivel, y no al suyo. El conjunto de Sus cualidades, que Él creó para Sus obras, es la fuente de todo lo que se hace con Sus criaturas en cualquier momento. Incluyen una serie de leyes ordenadas a la perfección de todas las creaciones, organizadas por niveles sucesivos, uno mayor que el otro, hasta el pináculo de todo lo contenido en estas cualidades. Sin embargo, la discriminación de esta jerarquía sólo se siente a través de Sus acciones. Es decir, cuando analizamos todo lo que Dios hace con las criaturas, apreciamos todo correctamente y evaluamos todos esos actos comparándolos entre sí, y llegamos a una condición en la que un acto puede considerarse más noble que otro y, por tanto, por encima de él, en una determinada jerarquía. Luego atribuimos a Dios las cualidades correspondientes a los actos que provienen de Él y, según la jerarquía antes mencionada, clasificamos Sus atributos. Los sabios, que estaban versados en este conocimiento y, de esta manera, podían distinguir ciertas cualidades, se dieron cuenta de que estaban interconectadas de diversas maneras y formas. Porque aunque cada cualidad es una entidad en sí misma, Dios ha hecho que las cualidades estén relacionadas entre sí, de modo que la plenitud de un factor requirió la ayuda de otro. Hay una sabiduría muy profunda en este asunto de la interconexión: el conocimiento de la conjunción de todos los aspectos de Sus decretos, como eslabones de una cadena, uno insertado en el otro. Maimonides, de bendita memoria, dice en su Guía de los Perplejos (I:54): “'Todo mi bien' se refiere a Dios, que muestra a Moisés todas sus creaciones; es decir, mostrarlos de tal manera que se comprenda su naturaleza y sus interconexiones. Entre estas cualidades están aquellas que, por estar interrelacionadas a través de causa y efecto, se percibirán con la comprensión de todo lo necesario para determinar la relación de causa y consecuencia. Hay otros que se pueden conectar mediante la conjunción de capacidad adicional, en mayor o menor medida. O pueden vincularse a través de la proyección y la recepción, es decir, un determinado factor puede originarse a partir de una de las cualidades y recibirse de otra
Moshé Jaim Luzzatto

Isaac Luria lo analiza extensamente en referencia al tetragrámaton bíblico YHWH, destacando incluso sus características de bien respecto a Israel y sus punitivas en relación con las 10 plagas...

## Descripción
Las sefirot se describen como los canales de la fuerza divina y creadora de la vida, a través de los cuales la esencia divina se revela a la humanidad. Las 10 sefirot son las siguientes:

### Kéter
Kéter (también, kether; en hebreo: כתר) (en español, "corona") es la primera sefirá del Árbol de la vida de la Cábala. Se sitúa en una posición central superior del árbol. Es la corona. Y el potencial puro de las manifestaciones que acontecen en las otras dimensiones. Representa la propia esencia, atemporal y libre. Es la génesis de todas las emanaciones canalizadas por las otras sefirot. Y la luz superior y generadora de todo el movimiento de la Creación. La voluntad. Se puede considerar como el momento cero, la creación en potencia, pero no expandida. Es el principio vital de todas las formas de energía (y de vida, consecuentemente). A menudo se asocia con el color blanco. Su raíz es la voluntad divina, y se relaciona con la voluntad humana. "Toda acción comienza en la voluntad. Y, dado que las sefirot son la raíz de todo lo que sucede en nuestro Mundo, es necesario examinar su particular estructura y la ligazón secuencial que existe entre ellas. Si se comprende cómo están compuestas las sefirot, se podrá comprender la estructura de toda la realidad, en cualquier nivel. No debe olvidarse que todo acto humano, al nivel que sea, también se efectúa de acuerdo con leyes fijas y ordenadas, establecidas en las sefirot. Se llama Ain, y es la voluntad del Creador.

### Jojmá
Jojmá (en hebreo: חכמה) (en español: "Sabiduría") es la segunda sefirá del árbol de la vida de la cábala, está situada en lo alto de la columna derecha. "Se le asocia con el comienzo del pensamiento. Con la idea general de realizar la voluntad del hombre. Es la idea ilimitada. Es el salto cuántico de la intuición, que deriva en las manifestaciones artísticas. Análogamente, es el lado derecho del cerebro, donde fluye la creatividad y el mundo de las ideas. Posee la energía del fuego, asociada a la masculinidad y también representa el pasado. En misticismo judío, denota el primer escalón intermedio entre Kéter y el resto de las sefirot, remitiendo y canalizando la luz del Ain Sof, el infinito, mediante las siguientes sefirot. Su extremo opuesto es la Qlifot Ghagiel.

### Biná
Biná (en hebreo בינה) (en español: "Entendimiento") es la tercera sefirá del árbol de la vida de la cábala, se sitúa en lo alto de la columna izquierda. Biná es el proceso racional innato en la persona que trabaja para desarrollar una idea plenamente. Es la limitación de Jojmá. Análogamente es el lado izquierdo del cerebro, donde funciona la razón, organizando el pensamiento en algo concreto. Posee la energía del agua asociada a la feminidad y también representa el futuro. Su opuesto es el Qlifot Satariel.

### Jesed
Jesed (en hebreo: חסד) (en español: "Misericordia" y "Bondad") también es conocida como Geduláh (en hebreo: גדולה) (en español: "Grandeza"). es la cuarta sefirá, se sitúa debajo de Jojmá. Representa el deseo de compartir incondicionalmente, la voluntad de dar todo de sí mismo y la generosidad sin límites. La extrema compasión. La palabra hebraica utilizada en el Antiguo Testamento es Jesed. Tiene principalmente dos significados: uno más legalista en el sentido de "cumplir aquello que fue acordado" o de "dar al otro aquello que le es debido según lo previamente acordado", y un segundo sentido, más intuitivo y espiritual, que asume el significado de "acto gratuito y espontáneo de bondad y amor".

### Geburá
Geburáh (en hebreo: גבורה) (en español: "Heroísmo"), o Din (en hebreo: דין) (en español: "Derecho") en la Cabalá es la quinta sefirot del Árbol de la Vida, y es el segundo de los atributos emotivos de las sefirot. Está colocada debajo de Biná, al lado de Chesed y encima de Hod. Generalmente hay cuatro senderos que llegan hasta Biná, Jesed, Tiféret y Hod (aunque algunos cabalistas dibujan un sendero desde Geburáh hasta Jojmá). Es la sefirá en el que alza su cabeza la gran serpiente Alehisebenech, compañera de Alh, la serpiente que alza su cabeza sobre Jesed. En la Antigüedad, el planeta consagrado a Geburáh era Marte, ya que este planeta representaba la voluntad, la severidad, y la fuerza. Geburáh es conocida como la fuerza, el juicio, y el poder. Generalmente representa la fuerza y el poder cuando es llamada Din. En el libro cabalístico Séfer ha-Bahir está escrito «¿y quienes son los oficiales? Hemos aprendido que tres: Fuerza (Geburáh) es el oficial de todas las formas santas a la izquierda del Santo, bendito sea. Él es Gabriel.»

### Tiféret
Tiferet (en hebreo: תפארת) (en español: "Belleza" y "Gloria") es la sexta sefirá en el Árbol de la Vida de la Cábala. Tiféret es la fuerza que integra la sefirá Jesed "Compasión", y Geburáh "Severidad". Esas dos fuerzas son, respectivamente, expansivas y restrictivas, la una sin la otra no pueden manifestar el flujo de la energía divina. Tiféret es única entre las sefirot, ya que conecta con todas menos con Maljut y Dáat. Tiféret está justo en la mitad del árbol. Las cinco sefirot que la rodean son: Jesed, Geburáh, Netsaj, Hod, y Yesod. En Cábala cristiana, Tiféret está asociada con Jesucristo. El arcángel de esta esfera, es Rafael.

### Netsaj
Netsaj (en hebreo: נצח) (en español: "Victoria" y "Eternidad") es la séptima sefirá del árbol de la vida de la cábala, está situada debajo de Jesed, Netsaj esta emparejada con Hod. Netsaj es la esfera de Venus: el aspecto femenino de Dios, Nétsaj representa la polaridad activa o la fuerza, frente a la polaridad pasiva, o la forma de la matriz mental de la sefirá Hod, si definimos esta última sefirá como el dominio del pensamiento, Nétsaj forma parte propiamente, de la esfera del sentimiento.

### Hod
Hod (en hebreo: הוד) (en español: "Majestad" y "Esplendor") es la octava sefirá del árbol de la vida. Hod en hebreo significa "Majestad" y "Esplendor", y denota tanto "alabanza" como "obediencia". Hod está situada debajo de Geburáh. Todas las sefirot están relacionadas con diferentes partes del cuerpo, Netsaj y Hod, están relacionadas con los pies de la persona: el pie derecho y el pie izquierdo. El arcángel de esta sefirá es el Arcángel Miguel en el orden angélico.

### Yesod
Yesod (en hebreo: יסוד) (en español: "Fundación") es la novena sefirá, y es una de las más importantes sefirot, está situada debajo de Hod y Netsaj, y encima de Maljut. A menudo es asociada con la Luna porque esta sefirá refleja la luz de las otras sefirot en Maljut, también está asociada con los órganos sexuales, porque es ahí donde las sefirot más altas conectan con la Tierra. El arcángel de esta sefirá es el Arcángel Gabriel, en el orden angélico. En la Cábala cristiana es comparada con el Espíritu Santo, (el Ruaj HaKodesh).

### Maljut
Maljut (en hebreo: מלכות) (en español: "Reino") es la décima sefirá. Es el atributo divino más bajo en el orden descendente de ellos, según la estructura del Árbol de la vida, y la estructura de las sefirot (que son 10 en total) utilizada en la Cábala. Se dice que es la receptora de todos los atributos que están encima de ella, por lo tanto su característica principal es el bitul, la auto-anulación. Mediante el bitul es posible para ella ser un receptáculo para la luz, o un flujo procedente de los atributos superiores.